# Euodice
Euodice es un género de aves paseriformes perteneciente a la familia Estrildidae. Sus miembros anteriormente se clasificaban en el género Lonchura, donde era un subgénero. Sus dos integrantes habitan en zonas secas de África y la India respectivamente, y se denominan comúnmente capuchinos picoplata. Ambos antes se consideraban conespecíficos porque pueden cruzarse entre sí en cautividad, aunque no lo hacen en la naturaleza. Su grupo está filogenéticamente diferenciado de sus parientes y forma un clado basal en Estrildidae.

## Especies
- Euodice cantans - capuchino picoplata africano;
- Euodice malabarica - capuchino picoplata indio.